# Жива ограда
Жива ограда или живица је ограда сачињена од биљака. За живу ограду најчешће се користе жбунасте врсте, али се може сачинити и од пузавица (када се мора користити потпора од чврстих материјала – дрвета, метала, бетона и сл.) и неких врста дрвећа.
Живе ограде су најједноставнији облик топијара. Прве записе о употреби живих ограда у вртовима налазимо у делима Плинија Млађег који описује врт са стазама оивиченим бордурама од резаног биља.

## Функције живе ограде
- Заштитна функција је основна функција живе ограде - да огради парцелу, разграничи поједине делове унутар врта и заклони простор од погледа.
- Естетска је друга важна функција. Лепа и негована жива ограда, добро одржаван травњак и неколико детаља могу бити довољни да се добије пријатан кутак за одмор и опуштање.
- Еколошка, односно санитарно-хигијенска је трећа, подједнако битна функција. Правилно формирана жива ограда може битно побољшати микроклиму у непосредној околини. Високе и густе живе ограде праве хлад, ублажавају ударе ветра, спречавају продирање дима и прашине са улице и сл.[2][4]

## Врсте живих ограда
Основна подела живих ограда је на:
- листопадне, формиране од листопадних врста и
- зимзелене, формиране од четинара или зимзелених лишћара).

Зимзелене ограде су популарне јер остају зелене током целе године, али и листопадне имају своје предности. Углавном су јефтиније, а током вегетације се мењају, уносећи динамику у простор. Посебно су ефектне ограде формиране од цветнодекоративних врста.
Према броју врста од којих се формирају деле се на:
- Формиране од једне врсте, које су најчешће и
- Комбиноване, формиране од различитих форми исте врсте (на пример форме различите боје листа) или различитих врста (на пример са различитим периодима цветања). Могу се правити и комбинације лишћара и четинара.

Према начину одржавања жива ограда може бити:
- обликована (резана, орезивана) или
- слободнорастућа.

Резане ограде могу се обликовати геометријски или могу имати компликованије облике. Што је облик сложенији захтева више неге и одржавања. Слободнорастуће једноставније су за одржавање, али захтевају више простора.
Према ширини ограде могу бити:
- једноредне или
- вишередне(дворедне, троредне итд).

Према висини ограде могу бити
- ниске (до 50 ),
- полувисоке (50 до 200 ) или
- високе (изнад 200 ).[2][4]

## Одабир ограде
Каква ће се ограда одабрати зависи првенствено од простора на ком се сади, односно од намене, изгледа и локације објекта поред кога се сади.
- Приватни – стамбени објекти захтевају изолованост и приватност. Зато су око оваквих објеката пожељне полувисоке или високе, густе живе ограде, често дворедне или комбиноване са високим дрвећем. Овакве ограде стварају не само физичку и еколошку већ и психолошку баријеру. Да ли ће ограда бити резана или слободнорастућа зависи од величине парцеле, архитектуре самог објекта, окружења у ком се објекат налази и сл. Ниске ограде могу се применити ради одвајања појединих делова окућнице – гаражног дела, терасе и сл. а бордуре ради одвајања цветњака, повртњака, ароматичног врта и тд.

- Јавне – пословне објекте, као и репрезентативне делове градског простора најчешће је потребно истаћи. Зато су пожељне ниске ограде које усмеравају ка објекту, не заклањају од погледа али ипак стварају физичку и психолошку баријеру. Естетски овакве ограде представљају предњи план композиције објекат – зелена површина. Како се овакви објекти у већини случајева налазе у урбаном градском језгру примереније су формалне резане живе ограде. Посебно су ефектне бордуре око и унутар цветњака.

- Индустријске објекте и прометне саобраћајнице потребно је изоловати високим живим оградама комбинованим са високим дрвећем, како би се околина заштитила од аерозагађења или сами објекти од удара ветра, снежних наноса и сл. Како су ове ограде високе и по неколико метара и обично се саде дуж или око великих површина, одржавање резаних би изискивало превелика финансијска улагања. Зато су на оваквим местима примереније слободнорастуће живе ограде.[2][4][5]

## Одабир биљних врста
- Први услов за одабир врста је да ли биљка подноси орезивање, што је најважније знати код формирања резаних живих ограда. За слободнорастуће ограде могу се користити готово све жбунасте врсте.
- Други услов је жељена висина ограде, када одабир зависи од висине самих врста.[4][5][6]

### Ограде висине до 50
Четинарске врсте
- Лавсонов пачемпрес (Chamaecyparis lawsoniana) – патуљасте форме
- Тује (Thuja sp.) – патуљасте форме

Зимзелени лишћари
- Шимшир (Buxus sempervirens) – вероватно врста која се најдуже у историји вртларства користи за ову намену. Посебно је погодан за бордуре.
- Јапанска курика (Euonymus japonicus)
- Лаванда (Lavandula angustifolia)
- Лоницере (Lonicera sp.) - различите врсте
- Махонија (Mahonia aquifolium)

Листопадне врсте
- Тумбергова жутика (Berberis thunbergii) – изужетан ефекат постиже се када се комбинује са црвенолисном формом ’Atropurpurea’
- Јапанска дуња (Chaenomeles japonica)
- Сиријска ружа (Hibiscus syriacus)

### Ограде висине 50-200
Четинарске врсте
- Пачемпреси (Chamaecyparis sp.)
- Тује (Thuja sp.) – вероватно најпопуларније четинарске врсте за формирање живих ограда.

Зимзелени лишћари
- Ловорвишња (Prunus laurocerasus)

Листопадне врсте
- Глог (Crataegus monogyna)
- Форзиција (Forsythia europaea)
- Керија (Kerria japonica)
- Калина (Ligustrum vulgare) – Вероватно најпопуларнија и најјефтинија жива ограда.
- Руже (Rosa sp.) – жбунасте руже немају конкуренцију код формирања слободнорастућих живих ограда.
- Суручице (Spiraea sp.)

### Ограде висине преко 200
Четинарске врсте
- Пачемпреси (Chamaecyparis sp.)
- Гигантска туја (Thuja gigantea)
- Тиса (Taxus baccata) – спада у четинарске врсте најотпорније према орезивању.

Зимзелени лишћари
- Ватрени трн (Pyracantha coccinea) – густа крошња и трновите гране стварају непробојне слободнорастуће ограде, али му не смета ни орезивање.

Листопадне врсте
- Клен (Acer campestre)
- Граб (Carpinus betulus)
- Бели дрен (Cornus sanguinea)
- Леска (Corylus avellana)
- Буква (Fagus sylvatica)